# ستراوتشين (بلدية)
ستراوشتشن (بالبولندية: Gmina Strawczyn) هي بلدية ريفية (جمينا) في بولندا، تقع في مقاطعة كيلتسي التابعة محافظة شفينتوكشيسكي جنوب شرق البلاد. مركزها الإداري هو قرية ستراوشتشن، التي تقع على بعد حوالي 16 كيلومترًا (10 أميال) شمال غرب كيلتسي، عاصمة المقاطعة.

## المساحة والسكان
تبلغ مساحة البلدية 86.26 كيلومتر مربع (33.31 ميل2)، وبلغ عدد سكانها الإجمالي 10619 نسمة حسب تعداد سنة 2006.

## الطبيعة
تضم أراضي البلدية جزءًا من منتزه شفينتوكشيسكي الطبيعي المحمي.

## القرى
تضم جمينا ستراوشتشن القرى والمستوطنات التالية:
- بيلا-زابيزينتسه

- برودزيه

- بوكوفا

- تشيوشينيه

- هيلتشيه

- كوشينيه

- أوبلاسين

- هيلتشينيتسا

- بيركوفيه

- رينغ-بودزوفا

- شيرزينتسه

- ستراوشتشن

- ستراوشتشنك

- سوشينا

## البلديات المجاورة
تجاور جمينا ستراوشتشن البلديات التالية:
- جمينا مفجانا

- جمينا نوفا سلوبودا

- جمينا بسكوفيتسه

- جمينا بوليتشيه

- جمينا ستاكوشتشن

- جمينا زشي